# Pieter Vink
Pieter Vink (født 13. marts 1967) er en hollandsk fodbolddommer. Vink tilhører UEFAs elitedommere. Han har aldrig dømt EM eller VM kampe men han har dømt én kamp i Champions League og 7 kampe i UEFA-cupen

## Kampe ved EM som hoveddommer
2008
- Østrig – Kroatien  (gruppespil)
- Sverige– Spanien  (gruppespil)

## Reference
1. ↑  "Statistik på Weltfussball.de". Arkiveret fra originalen 29. september 2007. Hentet 6. juni 2008.